# Статуета Јоаким Вујић
Статуета Јоаким Вујић се додељује сваког 15. фебруара најеминентнијим писцима, глумцима, редитељима, сценографима, композиторима за изузетан допринос развоју позоришне уметности Србије.
Статуету Јоаким Вујић додељује Књажевско-српски театар из Крагујевца од 1985. године.
Награда носи име Јоакима Вујића писца, преводиоца, учитеља страних језика, универзалног позоришног ствараоца и директора првог српског театра основаног у Крагујевцу 1835. године.
Аутор Статуете Јоаким Вујић је вајар и редовни члан САНУ Никола Кока Јанковић.

## Добитници Статуете Јоаким Вујић
- 1985. - Народно позориште у Београду, Љуба Тадић, Мија Алексић, Мира Ступица, Бора Глишић и Стеријино позорје
- 1986. - Мира Бањац и Мирослав Беловић
- 1987. - Душан Ковачевић и Милош Жутић
- 1988. - Мира Траиловић и Љубомир Ковачевић
- 1989. - Љиљана Крстић и Дејан Мијач
- 1990. - Данило Бата Стојковић и Јован Ћирилов
- 1991. - Александар Поповић и Љубомир Убавкић Пендула
- 1992. - Бранко Плеша и Бранислав Цига Јеринић
- 1993. - Није додељена
- 1994. - Стево Жигон и Петар Краљ
- 1995. - Сава Барачков, Музеј позоришне уметности Србије, Српско народно позориште, Светлана Бојковић и Дејан Пенчић Пољански
- 1996. - Лазар Ристовски и Милосав Буца Мирковић
- 1997. - Бора Тодоровић и Фестивал Дани комедије у Јагодини
- 1998. - Стеван Шалајић
- 1999. - Ружица Сокић
- 2000. - Оливера Марковић и Љубомир Симовић
- 2001. - Вида Огњеновић
- 2002. - Милева Жикић
- 2003. - Београдско драмско позориште
- 2004. - Предраг Ејдус
- 2005. - Раде Марковић и Егон Савин
- 2006. - Војислав Воки Костић
- 2007. - Биљана Србљановић
- 2008. - Народно позориште Ниш
- 2009. - Мирко Бабић
- 2010. - Миодраг Табачки[4]
- 2011. - Боро Драшковић[5]
- 2012. - Властимир Ђуза Стојиљковић[6]
- 2013. - Милена Дравић[7]
- 2014. - Андраш Урбан[8]
- 2015. - Дара Џокић и Факултет драмских уметности[9]
- 2016. - Нада Јуришић[10]
- 2017. - Рената Улмански[11]
- 2018. - Михаило Јанкетић[12]
- 2019. - Герослав Зарић[13]
- 2020. - Миланка Берберовић[14]
- 2021. - Светозар Рапајић[15]
- 2022. - Бранка Петрић[16]
- 2023. - Радомир Путник[17][18]
- 2024. - Војислав Брајовић
- 2025. - Горица Поповић и Битеф фестивал

## Галерија
- Статуета Јоаким Вујић
- Мира Ступица
- Милева Жикић
- Душан Ковачевић
- Дејан Мијач
- Боро Драшковић
- Миодраг Табачки
- Биљана Србљановић
- Ружица Сокић
- Мирко Бабић
- Рената Улмански
- Миланка Берберовић
- Нада Јуришић
- Статуета Јоаким Вујић 2022.
- Бранка Петрић